# Giro del Medio Brenta
Il Giro del Medio Brenta è una corsa in linea maschile di ciclismo su strada, che si disputa in provincia di Padova tra le città di Villa del Conte e Cittadella, in Italia, ogni anno nel mese di luglio. Dal 2005 fa parte del circuito UCI Europe Tour, classe 1.2.

## Albo d'oro
Aggiornato all'edizione 2025.
| Anno | Vincitore                             | Secondo                               | Terzo                                 |
| ---- | ------------------------------------- | ------------------------------------- | ------------------------------------- |
| 1986 | Giorgio Furlan                        | Paolo Dal Bianco                      | Silvano Lorenzon                      |
| 1987 | Dario Bottaro                         | Fabrizio Nespoli                      | Gabriele Bezzi                        |
| 1988 | Giuliano Pavanello                    | Stefano Dalla Pozza                   | Dario Bottaro                         |
| 1989 | Cristian Zanolini                     | Carlo Cobalchini                      | Biagio Conte                          |
| 1990 | Paolo Lanfranchi                      | Davide Rebellin                       | Gabriele Valentini                    |
| 1991 | Valerio Galeazzi                      | Corrado Braga                         | Carlo Finco                           |
| 1992 | Gilberto Simoni                       | Cristian Zanolini                     | Emilio Mazzer                         |
| 1993 | Ilario Scremin                        | Amilcare Tronca                       | Gabriele Dalla Valle                  |
| 1994 | Mirko Lauria                          | Michele Colleoi                       | Alessandro Brendolin                  |
| 1995 | Claudio Camin                         | Oscar Dalla Costa                     | Alessandro Nascimbene                 |
| 1996 | Marco Gili                            | Pavel Šumanov                         | Alain Turicchia                       |
| 1997 | Marco Serpellini                      | Andraea Patuelli                      | Michele Laddomada                     |
| 1998 | Matteo Tosatto                        | Emanuele Lupi                         | Nicola Ramacciotti                    |
| 1999 | Devis Miorin                          | Fabio Malberti                        | Fausto Dotti                          |
| 2000 | Matteo Carrara                        | Alessandro Baronti                    | Thomas Muhlbacher                     |
| 2001 | Sašo Sviben                           | Andris Reiss                          | Maurizio Vandelli                     |
| 2002 | Damiano Cunego                        | Leonardo Bertagnolli                  | Remmert Wielinga                      |
| 2003 | Przemysław Niemiec                    | Timothy Jones                         | Francesco Bellotti                    |
| 2004 | Ruslan Pidhornyj                      | Andrea Moletta                        | Maurizio Carta                        |
| 2005 | Manuele Spadi                         | Fortunato Baliani                     | Paolo Bailetti                        |
| 2006 | non disputato                         | non disputato                         | non disputato                         |
| 2007 | Adriano Angeloni                      | Alessio Signego                       | Luigi Sestili                         |
| 2008 | Robert Vrečer                         | Massimo Giunti                        | Alessandro Donati                     |
| 2009 | Christian Delle Stelle                | Andrea Piechele                       | Enrico Battaglin                      |
| 2010 | Luigi Miletta                         | Diego Zanco                           | Eldar Dzhabrailov                     |
| 2011 | Moreno Moser                          | Enrico Battaglin                      | Dennis Vanendert                      |
| 2012 | Matteo Busato                         | Matteo Marcolin                       | Matthias Krizek                       |
| 2013 | Federico Rocchetti                    | Matteo Collodel                       | Alex Turrin                           |
| 2014 | Klemen Štimulak                       | Roman Semënov                         | Gianluca Miliani                      |
| 2015 | Michele Gazzara                       | Paolo Brundo                          | Simone Petilli                        |
| 2016 | Fausto Masnada                        | Mark Padun                            | Nicola Gaffurini                      |
| 2017 | Michele Gazzara                       | Amanuel Gebreigzabhier                | Andrea Garosio                        |
| 2018 | Aleksandr Evtušenko                   | Simone Ravanelli                      | Abderrahim Zahiri                     |
| 2019 | Simone Ravanelli                      | Filippo Zana                          | Fabio Mazzucco                        |
| 2020 | annullata per la Pandemia di COVID-19 | annullata per la Pandemia di COVID-19 | annullata per la Pandemia di COVID-19 |
| 2021 | Didier Merchán                        | Henok Mulubrhan                       | Simone Raccani                        |
| 2022 | Thomas Pesenti                        | Davide De Pretto                      | Andrea Garosio                        |
| 2023 | Giulio Pellizzari                     | Luca Cretti                           | Manuele Tarozzi                       |
| 2024 | Sergio Meris                          | Cesare Chesini                        | Alessandro Borgo                      |
| 2025 | Filippo Turconi                       | Luca Cretti                           | Valerio Conti                         |